# Bảo Vinh
Bảo Vinh là một phường thuộc tỉnh Đồng Nai, Việt Nam.

## Địa lý
Phường Bảo Vinh có vị trí địa lý:
- Phía đông giáp xã Xuân Lộc
- Phía tây giáp phường Bình Lộc
- Phía nam giáp phường Long Khánh
- Phía bắc giáp xã Xuân Bắc

Phường có diện tích 50,85 km², dân số năm 2025 là 36.989 người, mật độ dân số đạt 727 người/km².

## Lịch sử
Trước đây, Bảo Vinh là một xã thuộc huyện Long Khánh, được thành lập vào năm 1994 trên cơ tách sở một phần diện tích và dân số của xã Xuân Vinh cũ.
Ngày 21 tháng 8 năm 2003, Chính phủ ban hành Nghị định số 97/2003/NĐ-CP. Theo đó, xã Bảo Vinh trực thuộc thị xã Long Khánh mới thành lập.
Ngày 10 tháng 4 năm 2019, Ủy ban Thường vụ Quốc hội ban hành Nghị quyết số 673/NQ-UBTVQH14 (nghị quyết có hiệu lực từ ngày 1 tháng 6 năm 2019). Theo đó, thành lập phường Bảo Vinh trên cơ sở toàn bộ 15,79 km² diện tích tự nhiên và 16.808 người của xã Bảo Vinh, đồng thời chuyển thị xã Long Khánh thành thành phố Long Khánh thuộc tỉnh Đồng Nai.
Ngày 16 tháng 6 năm 2025, Ủy ban Thường vụ Quốc hội ban hành Nghị quyết số 1662/NQ-UBTVQH15 về việc sắp xếp các đơn vị hành chính cấp xã của tỉnh Đồng Nai năm 2025. Theo đó, sắp xếp toàn bộ diện tích tự nhiên, quy mô dân số của phường Bảo Vinh và xã Bảo Quang thành phường mới có tên gọi là phường Bảo Vinh.
Sau khi sáp nhập, phường Bảo Vinh có 50,85 km² diện tích tự nhiên và dân số 36.989 người.

## Hành chính
Phường Bảo Vinh được chia thành 5 khu phố: Bảo Vinh A, Bảo Vinh B, Ruộng Hời, Ruộng Lớn, Suối Chồn.